# أرشيبالد بولوك روزفلت
أرشيبالد بولوك روزفلت الأبن (بالإنجليزية: Archibald Bulloch Roosevelt, Jr.)‏ (18 فبراير 1918 - 31 مايو 1990) هو أول ابن لأرشيبالد روزفلت والحفيد لرئيس الولايات المتحدة ثيودور روزفلت. كان جنديًا وعالمًا ومتحدثًا لأكثر من لغة.